# Бобровники (крестьяне)
Бобровники ― категория крестьян-слуг в Великом княжестве Литовском.

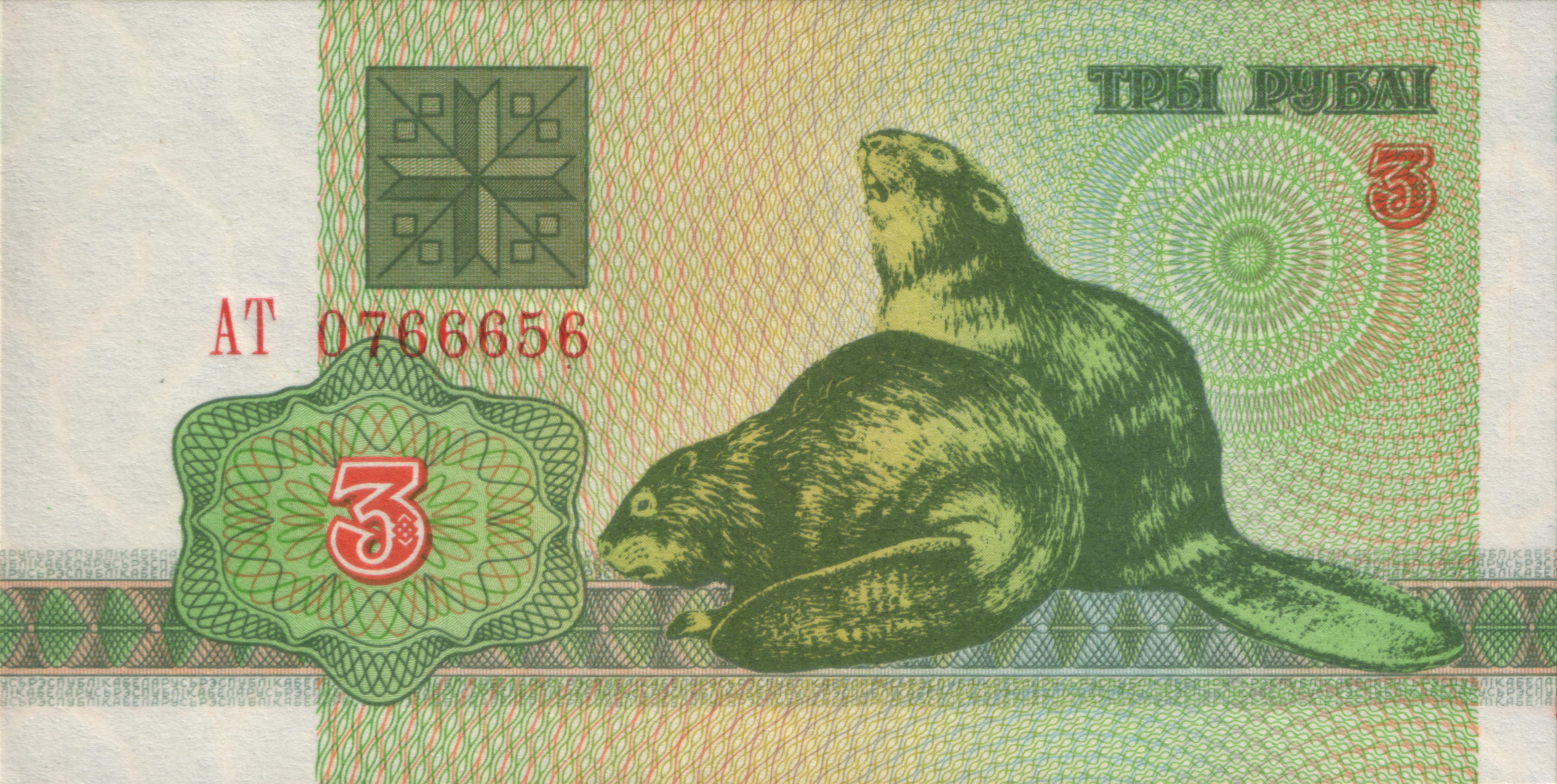
3 белорусских рубля 1992 года

## Повинности бобровников
Основной повинностью этих крестьян была добыча бобров и бобровой струи, а также разведение бобров.
Из бобрового меха шилась одежда, дорогие шапки. Такие шапки носили, например, сенаторы Речи Посполитой. Бобровой струёй лечили от болей в животе, подагры, глухоты.
Поскольку бобровники имели земельные наделы, им вменялись в повинности также и чинш, толока, гвалты, дякло.
В поднепровских волостях бобровые угодья (гоны) находились в пользовании крестьян-данников, плативших за это дань помещикам бобровым мехом или деньгами.

## Бобровый промысел в законодательстве
О добыче бобра говорится в Литовском Статуте 1588 года

Если бы…были гоны бобровые давные звечные у иншого суседа дедизне, ино оный пан, в чыей дедизне будуть гоны, не маеть сам ани людем своим допустить старого поля доорати так далеко, яко бы от зеремени мог кием докинути… А если бы под зеремена подорал або сеножати подкосил, або лозу подрубал, а тым бобры выгонил, таковый маеть платити дванадцать рублей грошей… Пакли бы хто гвалтом бобры побил або злодейским обычаем выкрал, таковый маеть гвалт платити…за чорного бобра чотыри копы грошей, а за карого — две копе грошей.

## Бобровый промысел в названиях
В XVIII веке бобровники слились с другими категориями крестьян. Но до сих пор в Белоруссии несколько деревень называются Бобровичи, Бобровники и др. Город Бобруйск также получил название от бобра.